# 金策
金 策（キム・チェク、1903年8月14日 - 1951年1月30日）は、朝鮮民主主義人民共和国（北朝鮮）の軍人、政治家。北朝鮮労働党中央委員会常務委員。

## 経歴
咸鏡北道城津郡（現・金策市）鶴上面水使洞で貧農の子として生まれた。本名は金洪啓。家族とともに間島に移住した。成長後、抗日パルチザン活動に身を投じ、1927年4月7日に朝鮮共産党火曜派に参加。1930年6月、一国一党原則に基づき中国共産党に入党。1936年8月、中国東北抗日聯軍第3軍4師政治部主任、その後第3路軍第3軍政治委員・中共北満省委書記となる。しかし、日満軍警のパルチザン制圧作戦を逃れてソ連に亡命した。1940年のハバロフスク会議後に金日成と合流し、教導旅団（第88特別旅団）第3大隊政治委員となる。
1945年、金日成らとともにソ連軍（赤軍）に同行して帰国。朝鮮共産党中央委員会政治局委員を務め、1946年8月の北朝鮮労働党第1回党大会において党中央委員会常務委員会委員に選出。1947年2月、北朝鮮人民会議議員および北朝鮮人民委員会副委員長に選出。1948年3月の第2回党大会において党常務委員会委員に再選出。
1948年9月、朝鮮民主主義人民共和国が建国されると副首相兼産業相となった。1950年6月25日の朝鮮戦争勃発時には朝鮮人民軍前線司令官に任命。それまで軍籍を持たなかった金策には、新たに中佐の階級が与えられたが、総参謀長姜健中将、第一軍団長金雄少将、第二軍団長金光侠少将らを指揮する立場にあった。
朝鮮戦争中の1951年に死亡した。北朝鮮の公的な歴史ではながらく「戦死」とされていたが、金日成が死の直前に公刊した回想録『世紀とともに』（雄山閣出版）によれば、前線指揮の激務による過労で心臓麻痺を起こして死んだ、としている。

## 顕彰

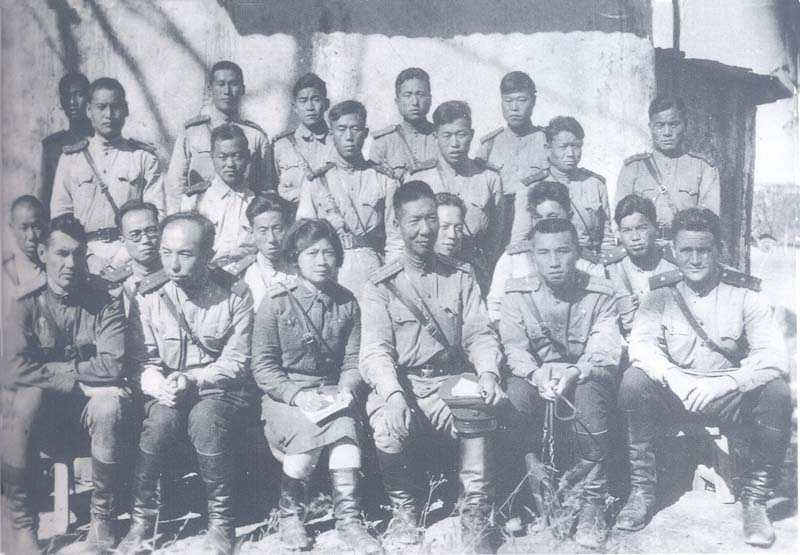
1943年10月5日撮影のメンバー。前列左側2人目が金策、前列右側2人目が金日成。前列右側3人目は周保中（中国共産党）

北朝鮮の公的な歴史によれば、金日成のもっとも忠実な同志の一人である。死後「共和国英雄」とされた彼の功績をたたえ、出身地に近い城津市は、1953年に金策市に改名された。また、金策製鉄所（清津市、清津製鉄所（旧日本製鐵清津製鉄所から改名）、金策工業総合大学（平壌直轄市、平壌工業大学から改名）、金策軍官学校（第二軍官学校から改名、現・金日成政治大学）も改名されている。1956年に設立された空軍の教育機関は金策空軍大学（清津市）と命名された。人民軍第4歩兵師団は「近衛ソウル金策第4歩兵師団」の称号を得た。
金日成が1994年に死去した際、錦繍山議事堂の執務室にあった秘密金庫には、金日成が普段の自分の考えを書き付けていたメモの他には、盟友である金策と撮った写真1枚だけが遺されていたという。

## 暗殺説
金策の死を「変死」ととらえる見方は根強い。練炭ガス中毒で事故死したとする説、前後の政治的な状況から北朝鮮内の権力抗争に関連する政治的な暗殺とする説もある。
林隠は、金策が死ぬ前に金日成と朝鮮戦争の責任に関して話し合っていたといい、金日成による暗殺を疑っている。